# Sondernaturschutzgebiet des Sacro Monte di Varallo

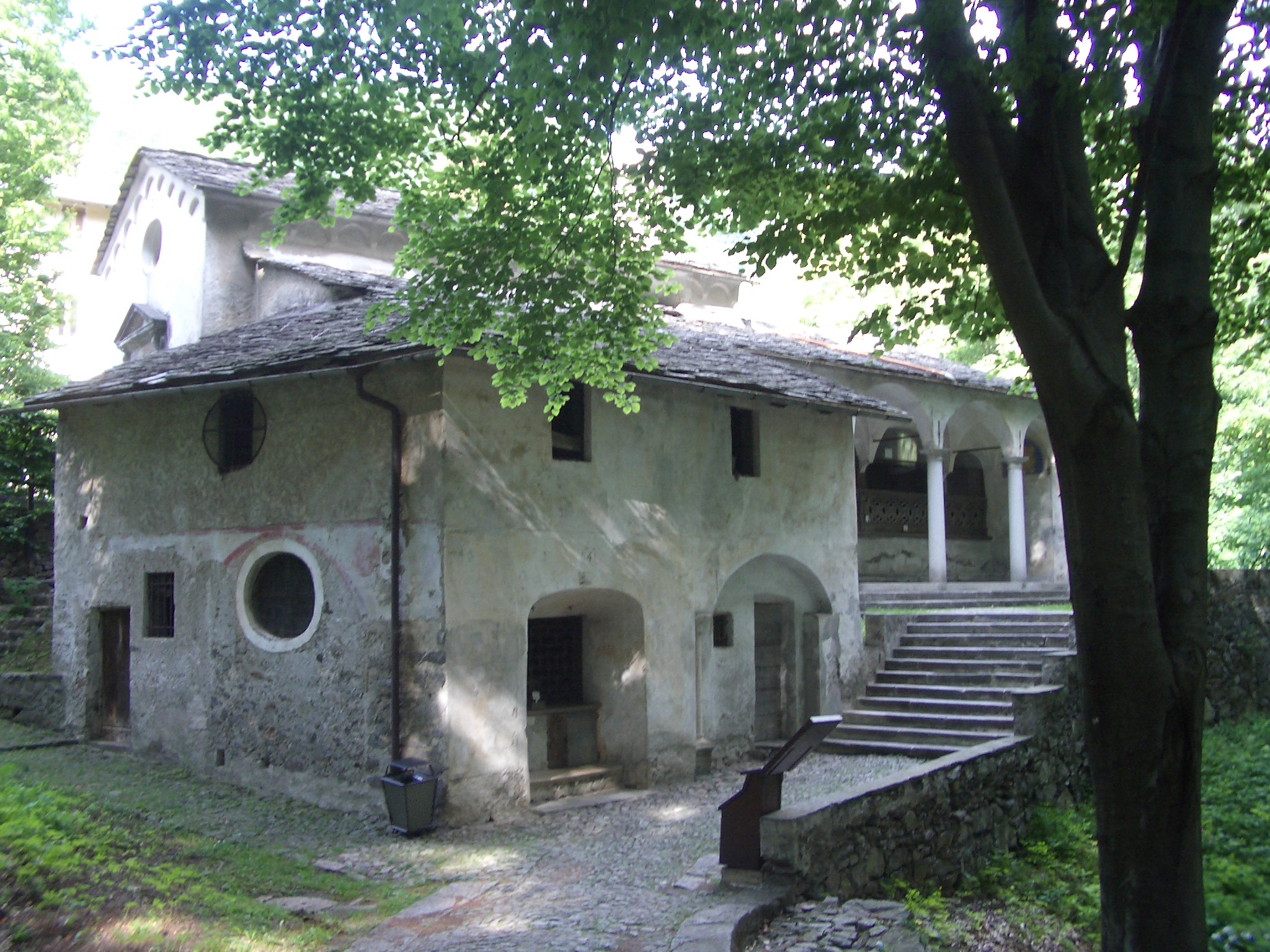
Der Sacro Monte

Das Sondernaturschutzgebiet des Sacro Monte di Varallo ist eine Einrichtung öffentlichen Rechts, der die Sorge um das Waldgebiet anvertraut ist, in dem sich der Sacro Monte di Varallo befindet. Er wurde mit dem Gesetz Nr. 12 der Region Piemont vom 22. März 1990 eingerichtet.
Das Schutzgebiet ist im Auto über die Staats- oder Regionalstraßen erreichbar, die die Provinzen Biella und Novara mit Varallo verbinden. Vom Städtchen führt eine Fahrstraße oder ein Fußsteig dorthin, der von der Piazza Gaudenzio Ferrari zum Gipfel führt. Das Gebiet ist auch mit einer Seilbahn erreichbar.
Das Gebiet gehört der Bürgerverwaltung des Ortes (33 % Gemeinde Varallo, 26 % wohltätige Vereine, 41 % Privatpersonen) und fällt in seine Zuständigkeit.

## Verwaltung
Zunächst wurde das Schutzgebiet von derselben Bürgerverwaltung der Wallfahrtsstätte verwaltet (Regionalgesetz Nr. 30 vom 28. April 1980); dann ging die Verwaltung auf die Gemeinde Varallo über (Regionalgesetz Nr. 18 vom 12. September 1985).
Aufgrund des Übereinkommens vom 10. April 1989 zwischen der Gemeinde und der bischöflichen Verwaltung von Novara erfolgt die religiöse Verwaltung des Schutzgebietes durch die Oblatenpatres.
Der Sitz der Verwaltung befindet sich an der Piazza della Basilica, „Casa Valgrana“, während im Servicezentrum „Casa d’Adda“ das Informationsbüro, das Büro des Parkwächters und der Tagungssaal sowie ein kleines Gästehaus, eine Bibliothek und ein Herbarium untergebracht sind. Das Servicezentrum befindet sich am Ende der Fahrstraße, die zur Basilika führt.
Die geführten Besichtigungen – gegen Bezahlung – werden von der Associazione Accompagnatori Naturalistici della Valsesia (Verein der naturkundlichen Fremdenführer des Valsesia-Tals) beim Fremdenverkehrsbüro von Varallo gewährleistet. Für Schulen und Vereine organisiert das Schutzgebiet didaktische Aktivitäten, Filmprojektionen, Lektionen zur Ökologie, Naturkunde und Geschichte, auch unter Benutzung der im Freien liegenden und überdachten Picknickplätze.

## Merkmale
Das Schutzgebiet hat im Lauf der Zeit tiefgreifende Veränderungen erfahren und auch einen Zustand der teilweisen Verwahrlosung erlebt. In jüngerer Zeit wurde der Waldbestand rekonstruiert, besonders unter dem Aspekt der Blumen-Komponente (mehr als vierhundert berücksichtigte Arten), um das Aussehen auf das eines Renaissance-Gartens zurückzuführen.
In einer Umwelt, die sich durch die Präsenz einer vorwiegend alpinen Vogelfauna auszeichnet, die wegen der starken menschlichen Eingriffe in die Landschaft nicht besonders signifikant ist, sei auf die Präsenz verschiedener Baumarten hingewiesen, wie Buchen, Buchsbäume, Eiben, Stechpalmen und Ulmen.